# Opisthostoma mirabile
Opisthostoma mirabile là một loài ốc biển trong họ Diplommatinidae.

## Phân bố
Nó là loài đặc hữu của Malaysia. Nó sống ở Borneo.
Môi trường sống tự nhiên của chúng là các khu rừng ẩm ướt đất thấp nhiệt đới hoặc cận nhiệt đới. Nó bị đe dọa do mất môi trường sống.